# Stiftskirche (Wiener Neustadt)

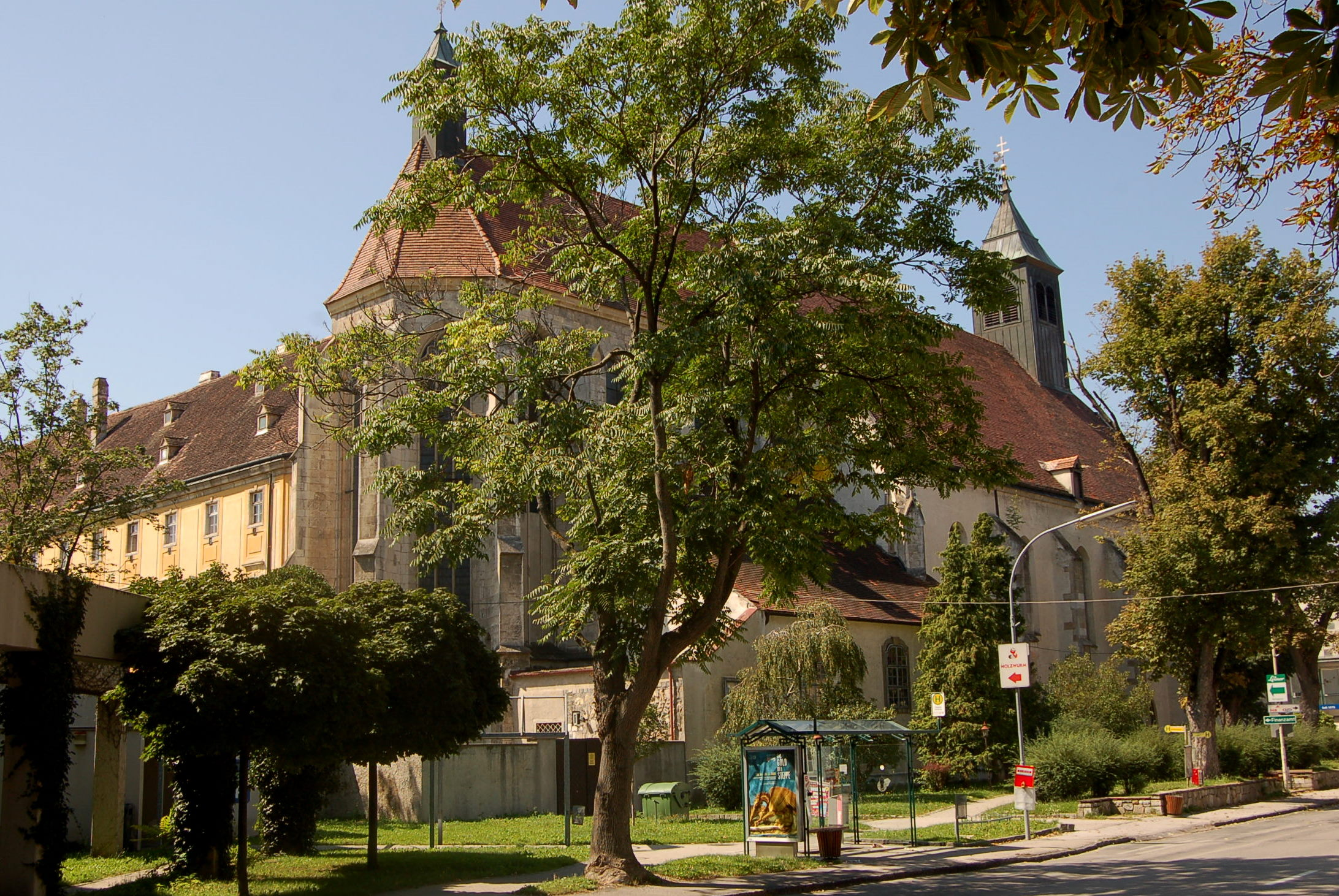
Ansicht Ungargasse, Chor und Langhaus

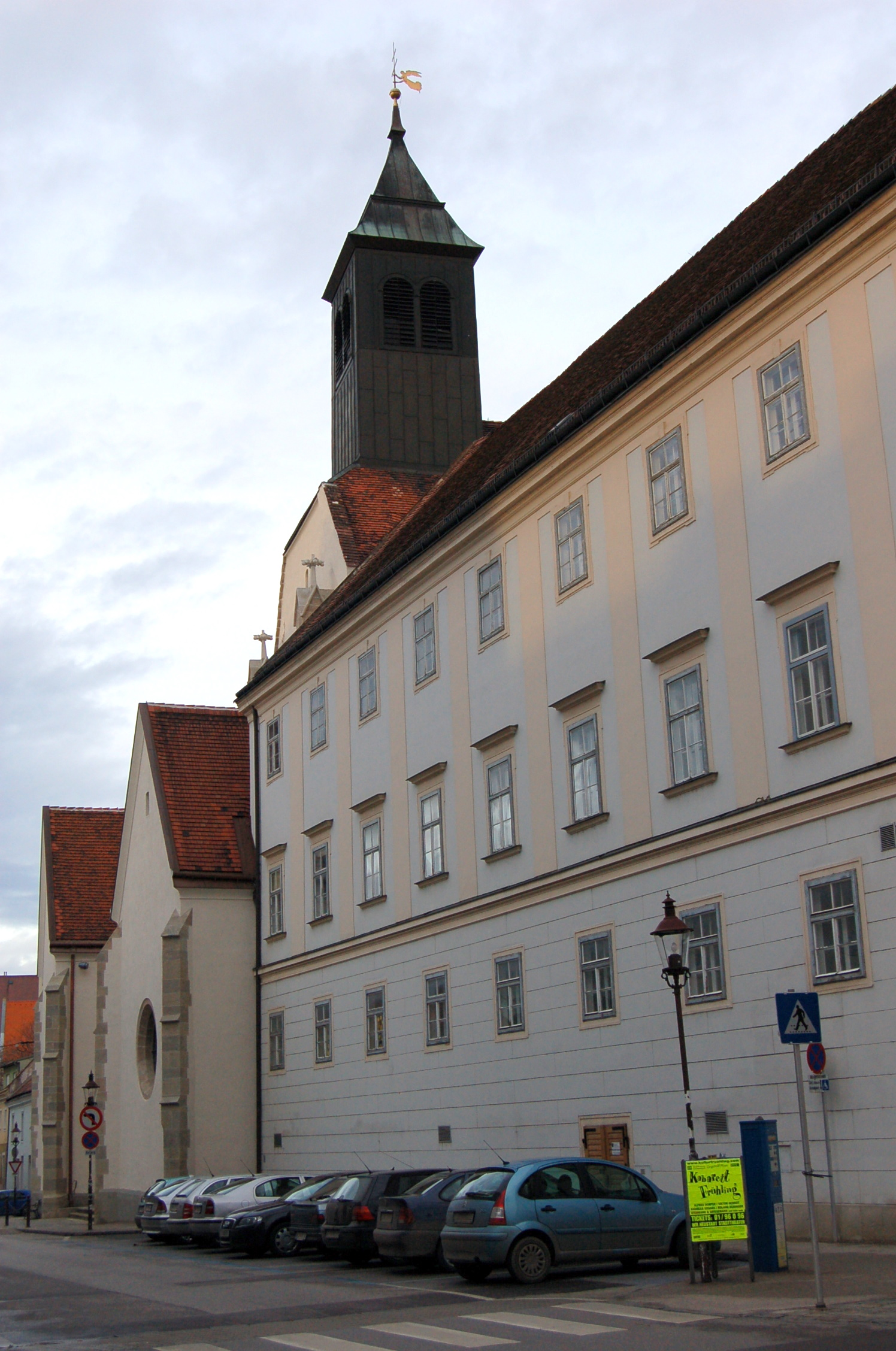
Ansicht Neuklostergasse, Barbarakapelle und Kreuzkapelle vorgestellt

Die Pfarr- und Stiftskirche zur Heiligen Dreifaltigkeit  ist eine römisch-katholische Klosterkirche des Stiftes Neukloster in Wiener Neustadt in der Ungargasse Ecke Neuklostergasse 1.

## Baugeschichte
Das Dominikanerkloster beim Ungartor wurde vor 1250 gegründet. Die Chorfront der Klosterkirche durchbrach die ehemalige östliche Stadtmauer, nach Norden ist die Stadtmauer in der Ostwand des Nebengebäudes noch mit einbezogen. Das unmittelbar nördlich davon angrenzende Stadttor nach Ungarn in der Ungargasse wurde später demoliert. Die frühgotische Ordenskirche der Dominikaner aus dem späten 13. Jahrhundert hatte einen basilikalen Aufbau und wurde nach der Übernahme durch die Zisterzienser durch Umbau in der Mitte des 15. Jahrhunderts mit einem Hallenlanghaus und mit westlich in der Neuklostergasse vorgestellten Kapellen spätgotisch verändert. Südlich schließt das Stift Neukloster mit Arkadengang und Innenhof unmittelbar an.
Die dreischiffige Dominikanerbasilika mit einem Langchor erlitt beim Stadtbrand im Jahr 1433 Schäden und wurde 1444 den Zisterziensern übergeben. 1452 wurde das Langhaus niedriger eingewölbt und 1453 die Kirche westlich mit einer Barbarakapelle und einer Kreuzkapelle erweitert. Die Stifter waren Kaiser Friedrich III. und Herzog Albert VI. Als Baumeister des Umbaus wird Baumeister Peter von Pusika angenommen. Nach dem Brand von 1649 wurde der stiftseitige Turm nicht wieder aufgebaut und durch einen Dachreiter im First des Langhausdaches ersetzt. 1699 wurde der barocke Hochaltar errichtet. 1734 wurde der Kirchenboden erhöht und eine Orgelempore eingezogen. 1744 wurde die Kreuzkapelle von Franz Wagner barockisiert. Nach einem Erdbeben wurden im südlichen Seitenschiff Eisentraversen eingezogen. Beim Stadtbrand von 1834 wurden das Kirchendach und der Dachreiter zerstört und danach wieder erneuert. 1893 wurde die Barbarakapelle von Dominik Avanzo wieder regotisiert. 1944 wurde das Kirchendach durch Bombentreffer zerstört und danach wieder erneuert.
Die Orgel aus 1743 stammt von Johann Michael Blaschewitz und weist 19 Register auf.